# Ingrid Kallenbäck
Ingrid Kristina Kallenbäck född 1955 i Motala församling, Östergötlands län, är en svensk författare. Hon är syster till skådespelaren Helena Kallenbäck.

## Priser och utmärkelser
- De Nios Vinterpris,  2000

[Redigera Wikidata]